# Protelsonia hungarica
Protelsonia hungarica är en kräftdjursart som beskrevs av Mehely 1924. Protelsonia hungarica ingår i släktet Protelsonia och familjen Stenasellidae.

## Underarter
Arten delas in i följande underarter:
- P. h. thermalis
- P. h. robusta
- P. h. hungarica